# Sejsmiczność
Sejsmiczność – skłonność danego terenu do występowania naturalnych trzęsień ziemi na danym obszarze.
Ze względu na sejsmiczność danego terenu wyróżnia się obszary:
- sejsmiczne – częstych i silnych trzęsień ziemi,
- pensejsmiczne – rzadkich i słabych wstrząsów,
- asejsmiczne – bez wstrząsów sejsmicznych.